# همسر اوهارا
همسر اوهارا (به انگلیسی: O'Hara's Wife) فیلمی محصول سال ۱۹۸۲ و به کارگردانی ویلیام بارتمن است. در این فیلم بازیگرانی همچون اد اسنر، ماریت هارتلی، تام بازلی، پری لانگ، ری والستن، جودی فاستر، مری جو کتلت، نحمیا پرسوف، کلی بیشاپ، جوانیتا مور و بارنی فیلیپس ایفای نقش کرده‌اند.